# Friedrich Ludwig (Hohenzollern-Hechingen)
Friedrich Ludwig von Hohenzollern-Hechingen (* 1. September 1688 in Straßburg; † 4. Juni 1750 im Schloss Lindich bei Hechingen) war Fürst von Hohenzollern-Hechingen.

## Leben
Friedrich Ludwigs Vater war Friedrich Wilhelm Fürst zu Hohenzollern (1663–1735), seine Mutter Maria Leopoldine Ludovika Gräfin von Sinzendorf (1666–1709). Seine Kinder- und Jugendjahre verbrachte er in Hechingen im elterlichen Renaissanceschloss. Nach seiner Ausbildung beim Militär wurde Friedrich Ludwig leidenschaftlicher Soldat und Jäger. Er war kaiserlicher Generalfeldmarschall und Oberkommandierender der österreichischen Truppen am Oberrhein. Unter Prinz Eugen kämpfte er im Venezianisch-Österreichischen Türkenkrieg (1714 bis 1718) und gegen die aufständischen Ungarn.

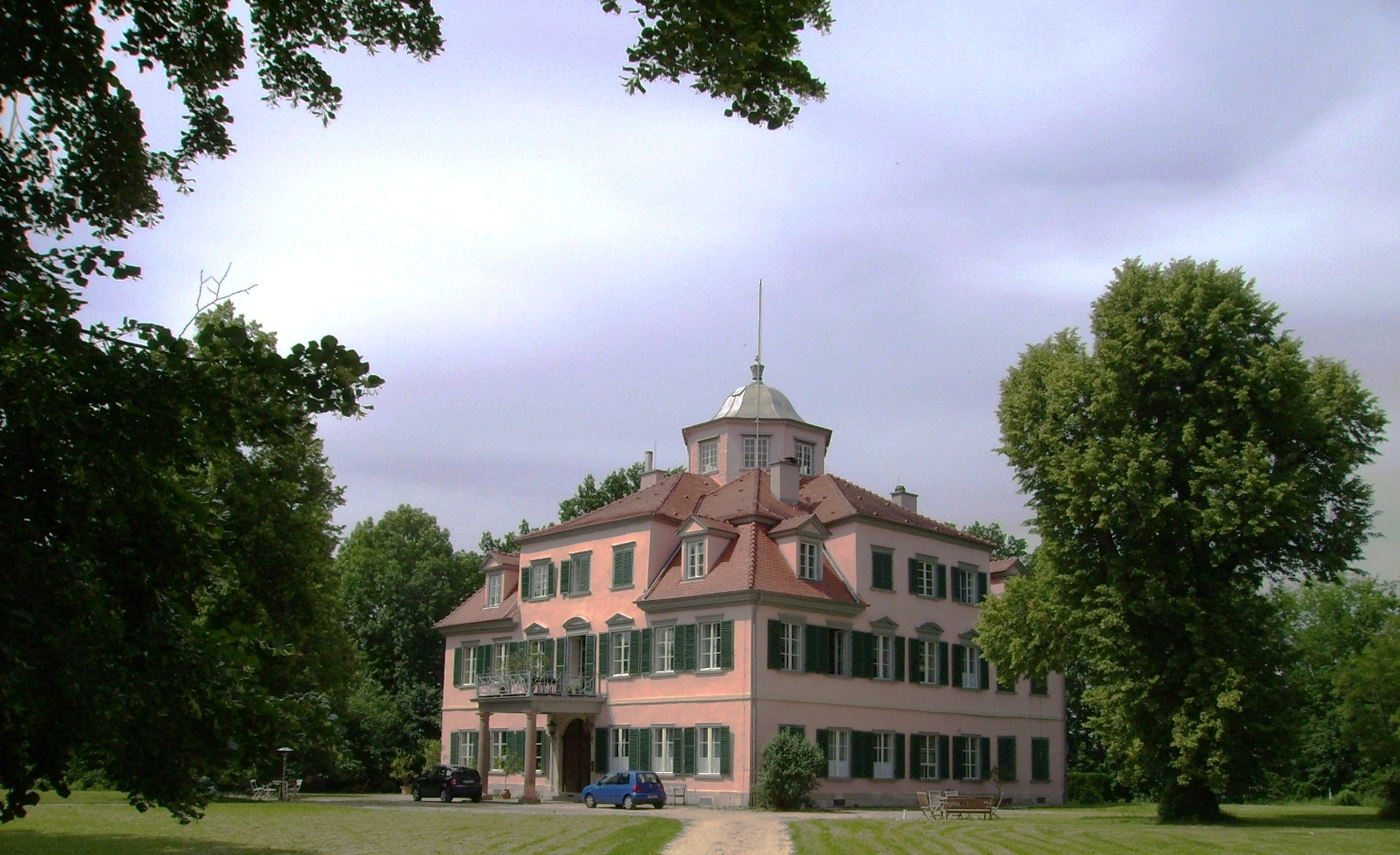
Das auf Veranlassung von Friedrich Ludwig erbaute Schloss Lindich

1730 übernahm er von seinem Vater die Regierungsgeschäfte im kleinen Fürstentum Hohenzollern-Hechingen. Derart an die Region gebunden, veranlasste seine Begeisterung für die Jagd den Bau eines Jagd- und Lustschlosses, und das trotz einer misslichen finanziellen Lage. Er ließ von 1738 bis 1741 außerhalb, drei Kilometer westlich von Hechingen, das architektonisch herausragende Schloss Lindich erbauen. Lindich wurde nach seiner Fertigstellung auch fürstliche Sommerresidenz. Auch ließ er das Jagdschloss Friedrichstal südöstlich von Boll errichten. Auch durch diese finanziellen Belastungen nahm der Druck auf die Bevölkerung zu, und die Auseinandersetzungen mit den Untertanen verschärften sich.
Am 4. Juni 1750 starb Friedrich Ludwig unverheiratet und ohne Nachkommen auf Schloss Lindich. Sein Nachfolger wurde sein Vetter Josef Friedrich Wilhelm.